# 沙嘴村 (深圳市)
沙嘴村是中国广东省深圳市福田区的一个城中村，北挨沙尾村，与香港元朗、米埔隔海相望，占地面积0.23平方公里，分为一二三四坊，蓝湾半岛社区二期和一个工业区（四坊和工业区已旧改为城市综合体“红树湾壹号”），是深圳原关内典型围村，讲本地围头话（本地粤语），本地人口1500人左右，外来人口3万人左右。沙嘴村是深圳较为富裕的村级行单位，私房出租是其主要来源。